# Oak Hill (Maine)
Oak Hill (anteriormente, Scarborough) es un lugar designado por el censo ubicado en el condado de Cumberland, Maine, Estados Unidos. Según el censo de 2020, tiene una población de 5846 habitantes.
En los Estados Unidos, un lugar designado por el censo (traducción literal de la frase en inglés, census-designated place, CDP) es una concentración de población identificada por la Oficina del Censo de los Estados Unidos exclusivamente para fines estadísticos.
Antes del censo de 2020, la Oficina del Censo de los Estados Unidos lo denominaba Scarborough, al igual que el municipio del que forma parte.

## Geografía
Está ubicado en las coordenadas 43°35′47″N 70°20′27″O / 43.59639, -70.34083 (43.596355, -70.34085). Según la Oficina del Censo de los Estados Unidos, tiene una superficie total de 14.56 km², de la cual 14.53 km² corresponden a tierra firme y 0.03 km² son agua.

## Demografía
Según el censo de 2020, hay 5846 personas residiendo en la zona. La densidad de población es de 402.34 hab./km². El 86.20% de los habitantes son blancos, el 1.81% son afroamericanos, el 0.22% son amerindios, el 7.77% son asiáticos, el 0.02% es isleño del Pacífico, el 0.39% son de otras razas y el 3.59% son de una mezcla de razas. Del total de la población, el 1.42% son hispanos o latinos de cualquier raza.